# Koga Tsuruhara
Koga Tsuruhara (japanisch 靏原 輝海 Tsuruhara Koga; * 30. Juli 2000 in der Präfektur Hyōgo) ist ein japanischer Fußballspieler.

## Karriere
Koga Tsuruhara erlernte das Fußballspielen in den Schulmannschaften der Nishinomiya Secundary School, der Ritsumeikan Moriyama Jr High School, sowie in der Ritsumeikan Moriyama High School. Seinen ersten Vertrag unterschrieb er im Januar 2021 bei Albirex Niigata (Singapur). Der Verein ist ein Ableger des japanischen Zweitligisten Albirex Niigata, der in der ersten singapurischen Liga, der Singapore Premier League, spielt. Sein Erstligadebüt gab Koga Tsuruhara am 17. April 2021 im Auswärtsspiel gegen Tanjong Pagar United. Hier wurde er in der 90. Minute für Kiyoshirō Tsuboi eingewechselt.